# ستيف تومسون (لاعب كرة قدم بريطاني)
ستيف تومسون (بالإنجليزية: Steve Thompson)‏ (2 نوفمبر 1964 في المملكة المتحدة - ) هو مدرب كرة قدم ولاعب كرة قدم بريطاني في مركز الوسط. لعب مع بولتون واندررز وليستر سيتي ونادي بيرنلي ونادي روذرهام يونايتد ونادي لوتون تاون ونادي هاليفاكس تاون وليه جنيسيس ‏.

## وصلات خارجية
- ستيف تومسون على موقع قاعدة بيانات كرة القدم.إي يو (الإنجليزية)
- ستيف تومسون على موقع Soccerbase.com (لاعب) (الإنجليزية)
- ستيف تومسون على موقع عالم كرة القدم.نت (الإنجليزية)